# Raul Hector Castro

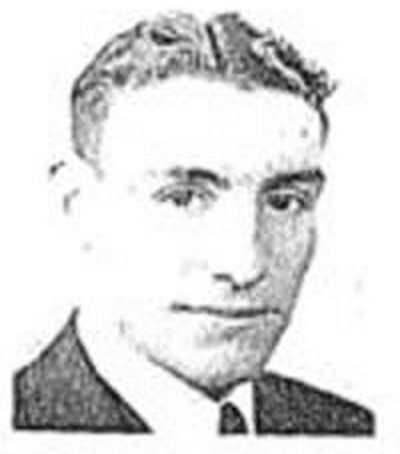
Raul Hector Castro (ca. 1939)

Raul Hector Castro (* 12. Juni 1916 in Cananea, Mexiko; † 10. April 2015 in San Diego, Kalifornien) war ein US-amerikanischer Politiker (Demokratische Partei). Er war von 1975 bis 1977 Gouverneur des US-Bundesstaates Arizona.

## Werdegang
Im Verlauf seiner Kindheit wanderte seine Familie in die Vereinigten Staaten ein und ließ sich in Pirtleville, Arizona nieder. Castro wurde 1939 eingebürgert. Im selben Jahr machte er seinen Bachelor of Arts an der Northern Arizona University. Anschließend war er in den 1940er Jahren als Beamter im Außenministerium der Vereinigten Staaten tätig. Castro machte seinen Juris Doctor 1949 an der University of Arizona. Daraufhin praktizierte er fünf Jahre lang als Anwalt. Von 1955 bis 1959 war er Staatsanwalt des Pima County. Danach war er von 1959 bis 1964 Richter am Pima County Superior Court.
Präsident Lyndon B. Johnson ernannte ihn 1964 zum Botschafter der Vereinigten Staaten in El Salvador. Er bekleidete diese Stellung bis 1968. Anschließend war er von 1968 bis 1969 Botschafter in Bolivien. 1974 schrieb er Geschichte, als er als erster mexikanischer Amerikaner zum Gouverneur von Arizona gewählt wurde. Er hatte das Amt vom 6. Januar 1975 bis zum 20. Oktober 1977 inne. Er verließ vorzeitig sein Amt, um unter Präsident Jimmy Carter bis 1980 als Botschafter in Argentinien zu dienen. Er war dort Nachfolger von Robert C. Hill.
Seit dem Tod von Albert Rosellini im Jahr 2011 war er der älteste noch lebende frühere Gouverneur aller US-Bundesstaaten. Er starb am 10. April 2015 im Alter von 98 Jahren in einem Pflegeheim im kalifornischen San Diego.